# LADA Revolution
LADA Revolution — гоночный спортпрототип, представленный в 2003 году. Модификация LADA Revolution II, мало отличимая внешне от начального варианта, но существенно отличавшаяся конструктивно (изменена рама, силовая конструкция и др.), стала базовой для одноимённого монокубка, который проводился с 2004 по 2008 года (с пропуском сезона 2007 года) в рамках Национальной гоночной серии «АвтоВАЗ». В 2008 году на основе гоночной версии был разработан концепт спортивного автомобиля — LADA Revolution III.

## История

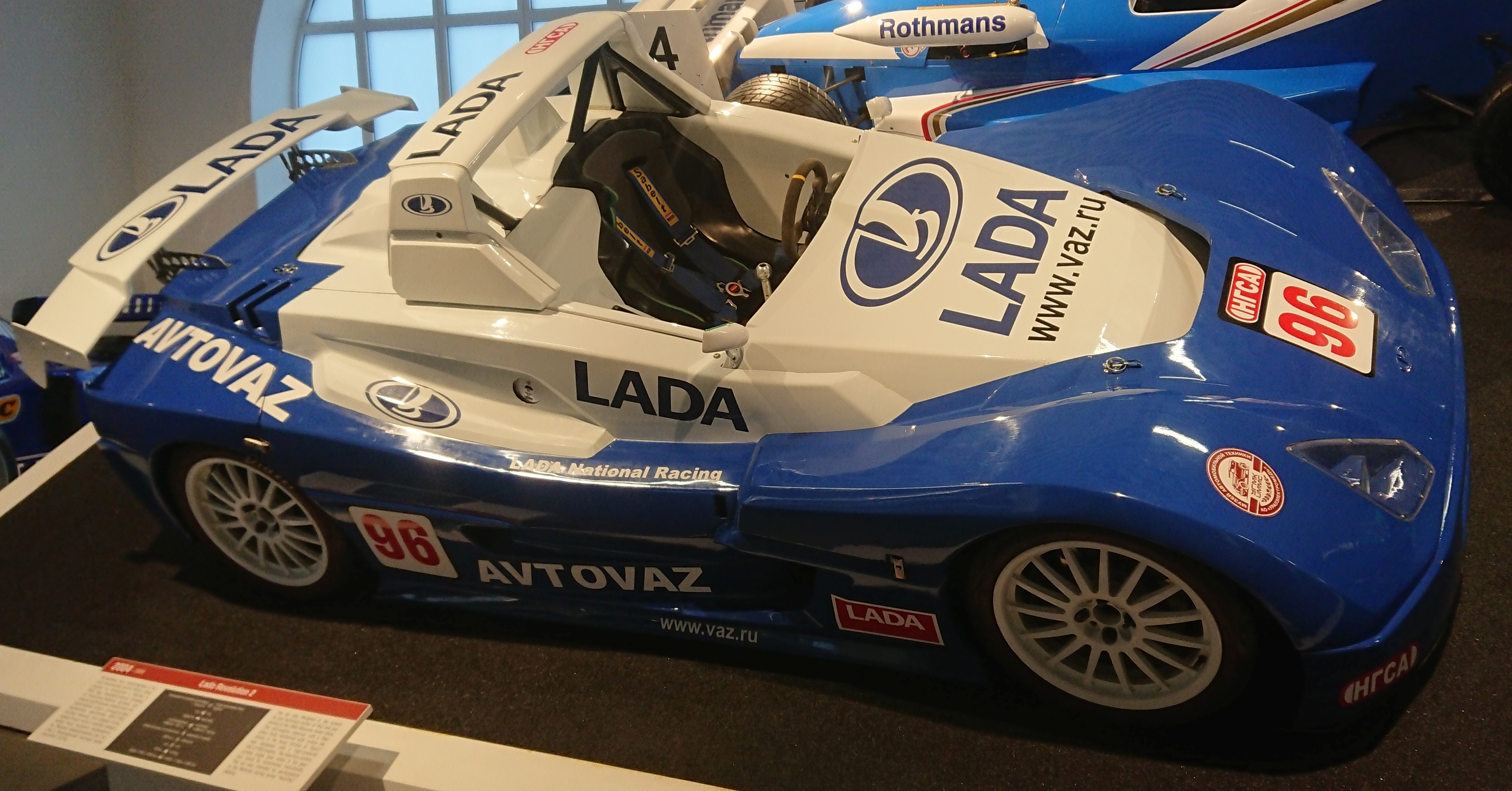
Lada Revolution II

В 2001 году начались работы по созданию и запуску в мелкосерийное производство первого ВАЗовского спортпрототипа LADA Revolution, в котором большинство деталей и узлов имело вазовские «корни». В 2003-м были построены первые ходовые экземпляры, которые начали проходить активные испытания в лабораториях и аэродинамической трубе АвтоВАЗа, на подмосковном полигоне НАМИ, на гоночных трассах Московское кольцо и Нюрбургринг в Германии. Новинка была продемонстрирована на автосалонах в Москве, Санкт-Петербурге, Франкфурте, Женеве. Проект Lada Revolution был хорошо встречен, и в течение 2003-2004 годов он получил награды от Союза дизайнеров России, журналов «Клаксон» (награда «Золотой Клаксон - 2003» за «Лучший "Русский проект"») и «За рулём» (за «Лучшую техническую новинку 2004 года»).
Практически одновременно с началом показа LADA Revolution было анонсировано создание первой в российской истории национальной гоночной серии. Суть которой сводилась к тому, что в турнир включались заезды в нескольких классах, но исключительно на автомобилях отечественной марки LADA, плюс заезды формул оснащённых только двигателями ВАЗ. Идея турнира понравилась ведущим специалистам российского автоспорта, после чего её одобрили и руководители тольяттинского автогиганта. Презентация турнира, получившего официальное название «Национальная Гоночная Серия LADA (НГС LADA)» (позже именование трансформировалось в «Национальная гоночная серия «АВТОВАЗ» (НГСА)») состоялась 23 апреля 2004 года. Была объявлена программа семиэтапного первенства (на трассах Подмосковья и Санкт-Петербруга), со стартом намеченным на 14 мая 2004 года. Планировалось разыграть: чемпионат России в классе LADA Revolution (первые в истории гонки на серийных отечественных спортпрототипах), а также чемпионат России в классе «Формула LADA» и кубок России в классе «Кубок LADA» (на ВАЗ 2112-37). Генеральным спонсором соревнования выступило ОАО «АВТОВАЗ».
НГС LADA приняла старт по плану, все назначенные заезды состоялись, трансляции всех этапов вёл общероссийский телеканал «Спорт». После сезонов 2005 и 2006 года произошёл перерыв на сезон 2007 из-за возникших финансовых проблем у организаторов серии НГСА. В 2008 году турнир был возрождён, но только на один сезон. Из-за разразившегося в 2008-м кризиса проект НГСА, а вместе с ним и кубок LADA Revolution, был закрыт. Всего было собрано несколько десятков LADA Revolution на производственной площадке компании «Торгмаш».

## Варианты исполнения

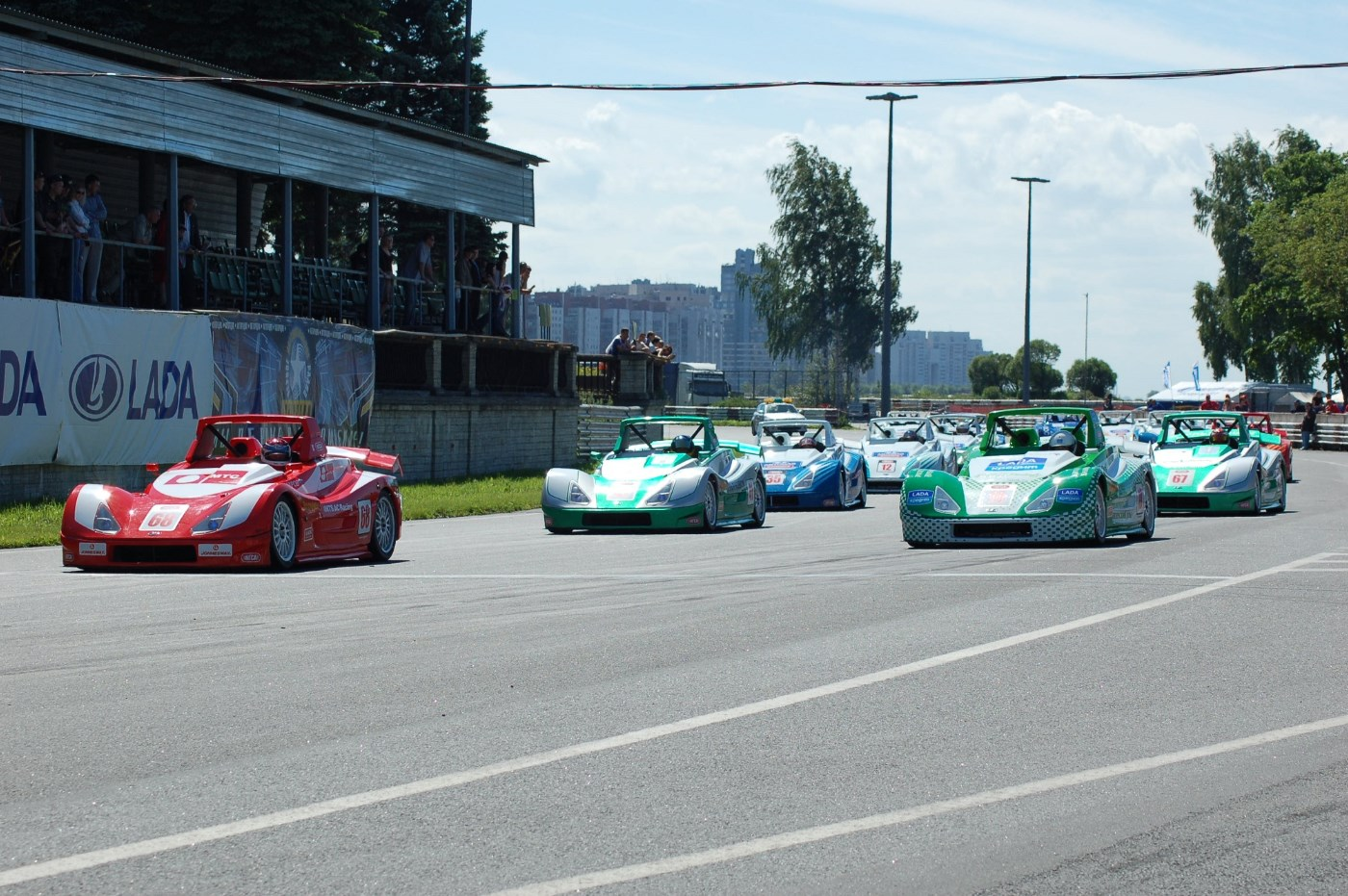
Заезд LADA Revolution на трассе Невское кольцо, 2006

Базовая версия Sport укомплектована бензиновым «атмосферником» ВАЗ-21086-29 объемом 1,6 литра (1596 кубических сантиметров) с чугунным блоком цилиндров, алюминиевой головкой, четырьмя рядно ориентированными поршнями, распределенным впрыском топлива и 16-ю клапанами. Он максимально развивает 165 лошадиных сил при 7600 об/минуту и 160 Нм крутящего момента при 6200 об/минуту, выпускалась с 2004 года, имеет массу конструкции 670 кг.
Исполнение SuperSport имеет тот же самый двигатель, но форсированный до 215 л.с. при 8500 об/минуту и 170 Нм предельного потенциала при 5800 об/минуту. С места до первой сотни более производительный болид разгоняется за 6,5 секунд, а максимальная скорость не превышает 260 км/ч, выпускалась с 2006 года, имеет массу конструкции 670 кг.
Машина существовала также в версии двухместного шоукара.

### RS2
Летом 2005-го гоночный LADA Revolution II слегка модернизировали, причем как в плане дизайна, так и по технической части: ему доработали заднюю подвеску, изменив геометрию и жесткость подрамников, перекроили аэродинамический диффузор, улучшили систему охлаждения двигателя. Обновленная модель получила приставку RS2 к названию.